# 穆勒鞋
穆勒鞋（拉丁語：mulleus calceus，/mjuːl/）是一种鞋子，最大特点是露出脚后跟的设计。
穆勒鞋历史上主要为高跟设计，穿戴者主要是女性。当代又出现了平底，以及男性款式。

## 历史

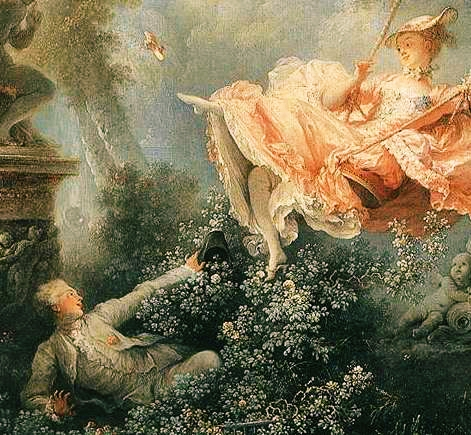
《秋千》（1767年）

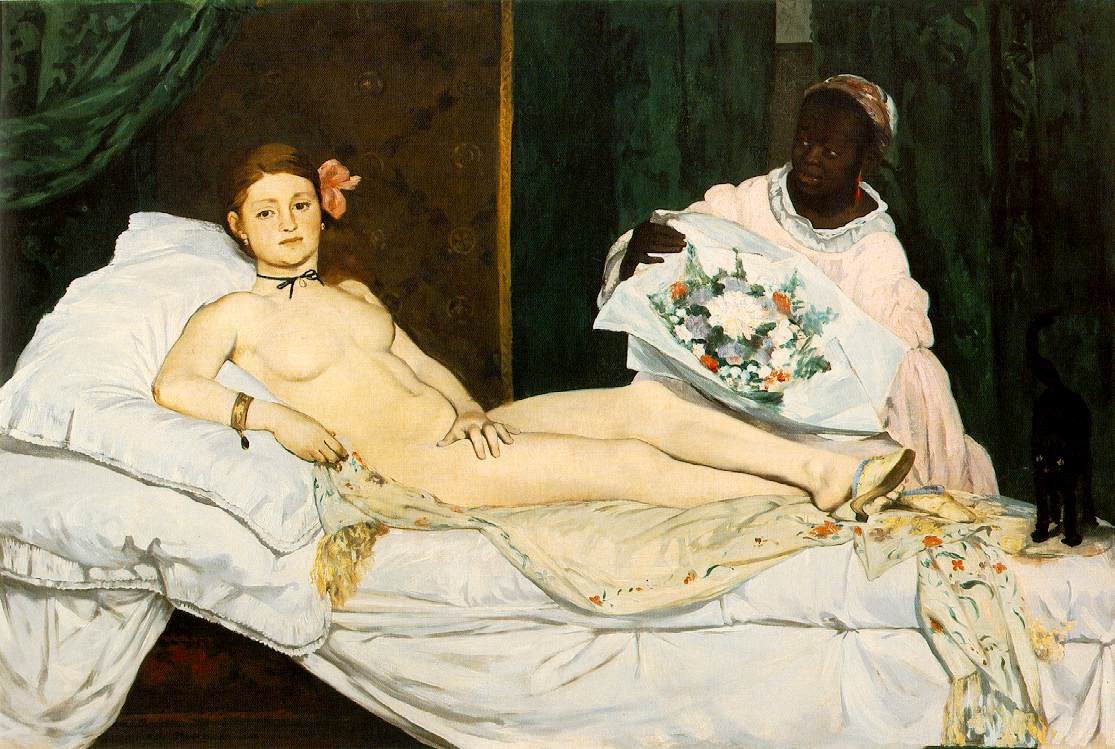
《奥林匹亚》（1863年）

穆勒鞋的名字可能来自苏美尔语的“Mulu”，意思是室内鞋。同时，拉丁语的“Mulleus”也专指古罗马时期元老院的三巨头才有权穿着的紫红色高低礼仪鞋。
从16世纪到18世纪，穆勒鞋相较于使用于社交场合的高跟鞋，一直是女人们在家中最常穿着的流行款式。路易十五的情妇最爱穿的也是穆勒鞋。
正是因为“闺房专用”的特性，穆勒鞋逐渐拥有了慵懒、私密的性暗示意味。例如，在洛可可风格代表画家让·奥诺雷·弗拉戈纳尔的名作《秋千》里，那只轻佻飞出的粉红色穆勒鞋，将穆勒鞋的性暗示意味表达得淋漓尽致。1793年，玛丽王后被送上断头台，流行了几百年的高跟穆勒鞋渐渐淡出妇女们的日常生活，变成妓女的专宠。穆勒鞋蕴含的情色意味被进一步加深了，这可以在馬奈的名作《奥林匹亚》中窥见端倪。
在20世纪，直到二战后，人们才完全接受了“露出部分脚背、脚趾和脚跟”的穆勒鞋穿着。其中，著名演員玛丽莲·梦露功不可没。她在电影1955年电影《七年之痒》中就穿着这种鞋子。它弱化了性暗示意味，以简洁的黑白配色，略呈方形的鞋头、强调力量感的粗跟形成了一种去性别化的朴质感。
从2012年到2015年，穆勒鞋从尖头细跟慢慢演变成鱼嘴粗高跟。

## 图集

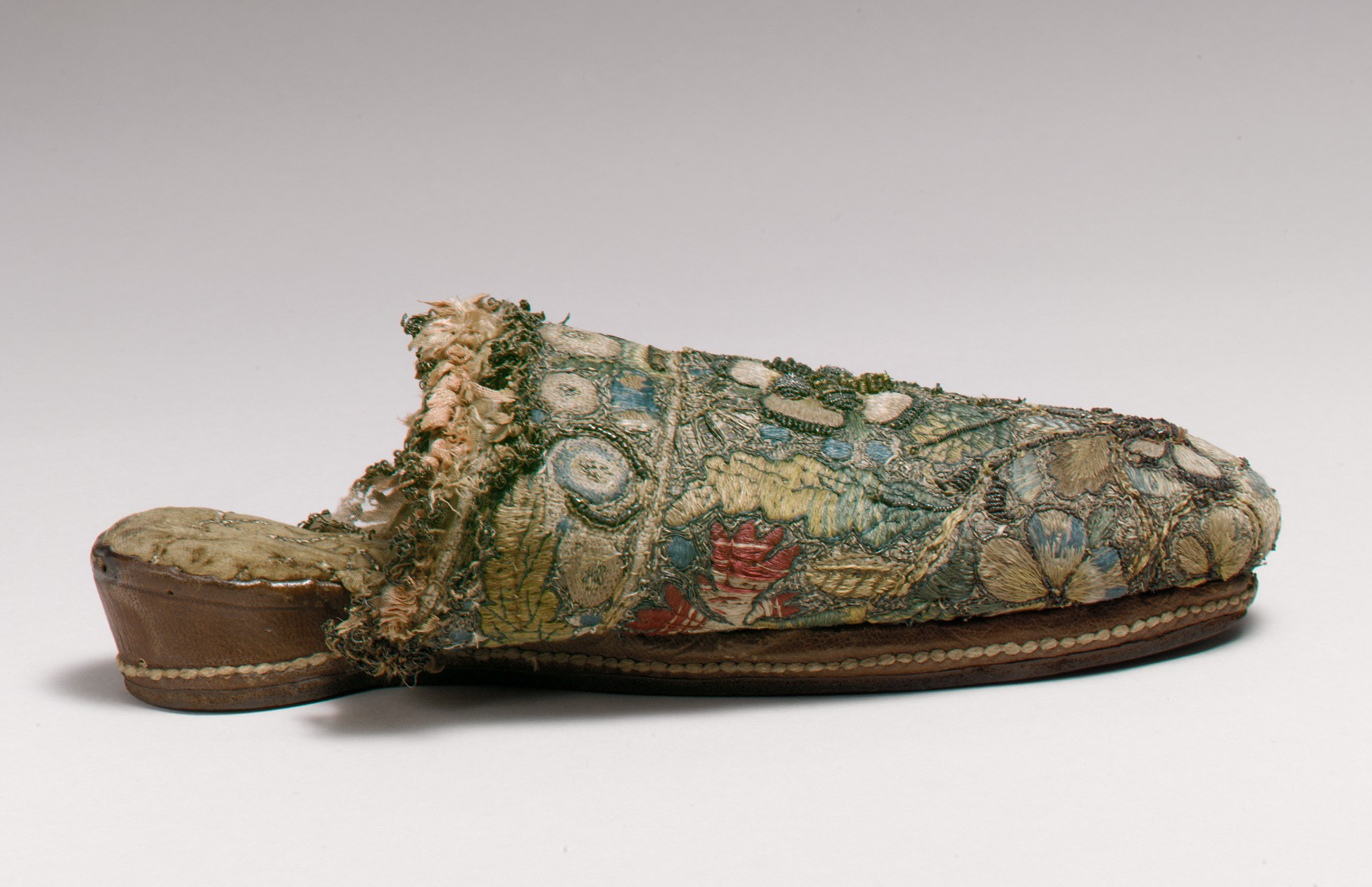
17世纪早期
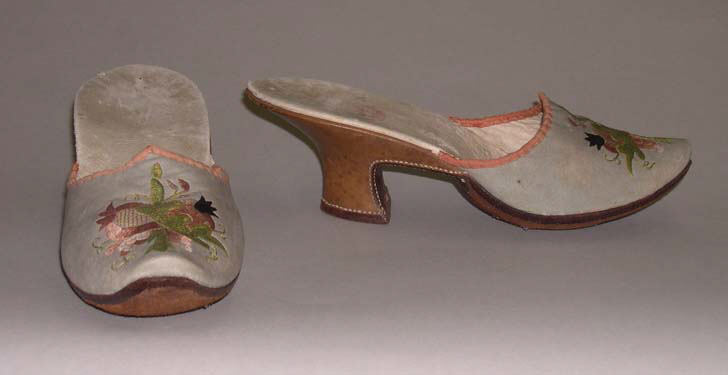
1750年制
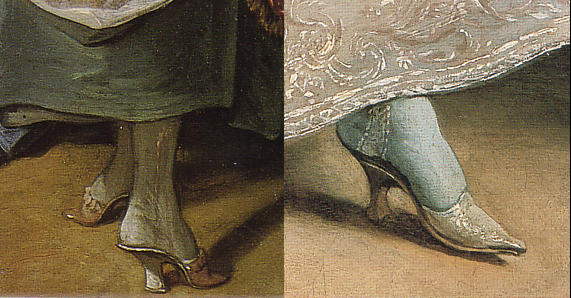
18世纪
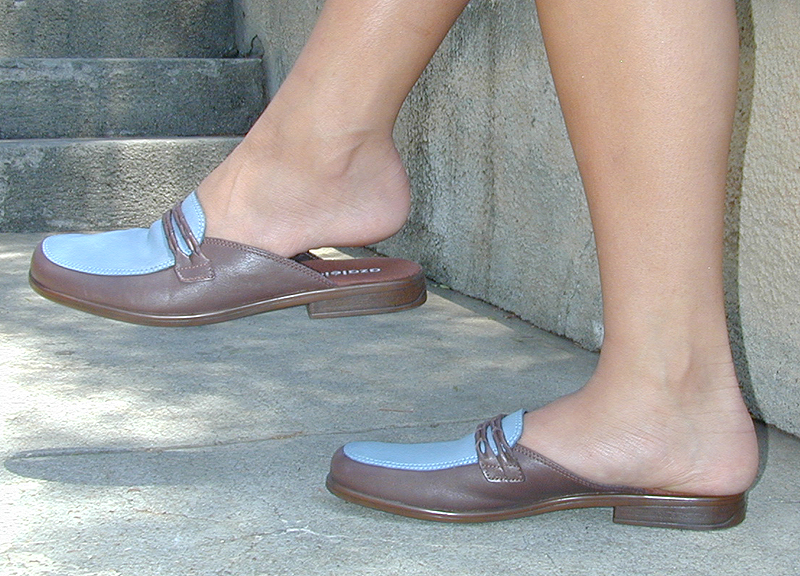
平跟
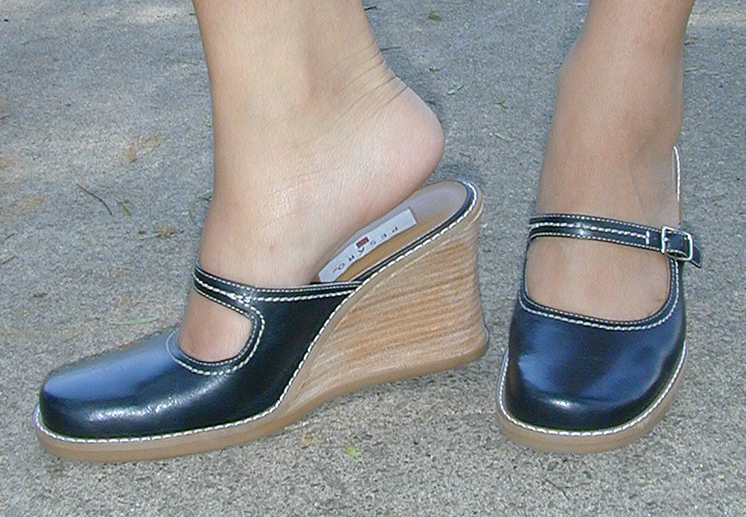
高跟